# The Joker’s Jinx
The Joker’s Jinx in Six Flags America (Upper Marlboro, Maryland, USA) ist eine Stahlachterbahn vom Modell LIM Coaster des Herstellers Premier Rides nach einem Entwurf von Werner Stengel, die am 8. Juni 1999 eröffnet wurde. Der Hersteller nutzt Linearmotoren – mit dem Kürzel LIM für linear induction motor gekennzeichnet, um den Zug innerhalb von 3 Sekunden auf 97 km/h zu beschleunigen.
Es gibt von diesem Modell weltweit fünf Achterbahnen, vier davon in den USA. Im selben Jahr wurde im Schwesterpark Six Flags Fiesta Texas mit Poltergeist eine baugleich Anlage eröffnet.

## Züge
The Joker’s Jinx besitzt zwei Züge mit jeweils sechs Wagen, je Wagen zwei Sitzreihen mit zwei Plätzen. Als Rückhaltesystem kommen individuell einrastende Schoßbügel und Sitzgurte zum Einsatz. The Joker’s Jinx wurde ursprünglich mit Schulterbügeln gebaut. Zur Saison 2002 wurden die Schulterbügel gegen Schoßbügel ausgetauscht.

## Zwischenfall
Am 10. August 2014 blieb ein Zug in der Kurve hinter dem Sidewinder in 23 m Höhe stecken. Verletzt wurde dabei niemand. Die Fahrgäste mussten einzeln über eine Drehleiter von der Feuerwehr gerettet werden.